# Матильда Шонбург-Вальденбурзька
Матильда Шонбург-Вальденбурзька (нім. Mathilde von Schönburg-Waldenburg, 18 листопада 1826 — 22 березня 1914) — донька 2-го князя Шонбурзького Отто Віктора I та принцеси Шварцбург-Рудольштадтської Текли, дружина принца Шварцбург-Рудольштадтського Адольфа, матір останнього князя Шварцбург-Рудольштадту та Шварцбург-Зондерсгаузену Ґюнтера Віктора та великої герцогині-консорта Мекленбург-Шверіну Марії.

## Біографія
Народилась 18 листопада 1826 року у Вальденбурзі. Була шостою дитиною та четвертою донькою в родині князя Шонбурзького Отто Віктора I та його дружини Текли Шварцбург-Рудольштадтської. Мала старших братів Отто Фрідріха та Гуго і сестер Марію, Іду та Емму. Згодом сімейство поповнилося трьома молодшими дітьми.
Основною резиденцією сімейства слугував замок Вальденбург у Саксонії, модернізований протягом 1835—1840 років. Літо проводили у замку Ґауерніц. Родинне життя було простим і суворо регламентованим.

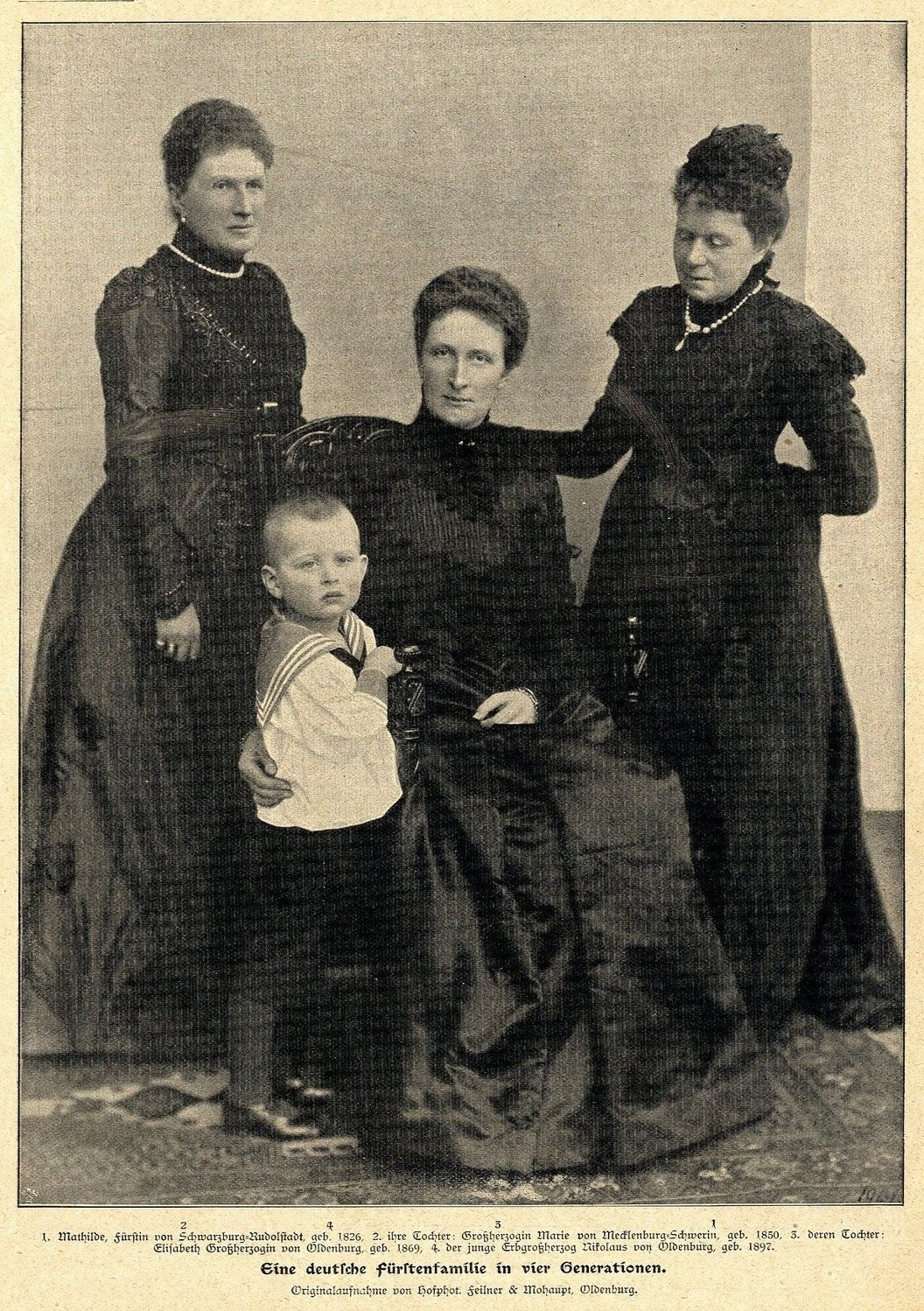
Матильда (крайня справа) з донькою Марією, онукою Єлизаветою та праонуком Ніколаусом, 1901

Матильда у віці 20 років узяла шлюб із 46-річним принцом Шварцбург-Рудольштадтським Адольфом, кузеном її матері. Весілля пройшло 1847 року у Вальденбурзі, на День народження нареченого — 27 вересня. Адольф мав чин генерал-майора імперської армії. У 1849 році він став фельдмаршалом, а 16 квітня 1850 року — вийшов у відставку. До того часу у подружжя вже з'явився первісток. Всього мали четверо дітей. У липні 1875 року Адольф пішов з життя у Рудольштадті. Матильда пережила його на кілька десятиліть.
Їхній син Ґюнтер Віктор у 1890 році очолив князівство Шварцбург-Рудольштадт, а у 1909 — і Шварцбург-Зондерсгаузен. Онук Генріх у 1901 році став чоловіком королеви Нідерландів Вільгельміни.
Принцеса пішла з життя 22 березня 1914 року, за кілька місяців перед початком Першої світової війни. Була похована у крипті церкви Святого Андреаса у Рудольштадті.

## Родина
Чоловік — Адольф Шварцбург-Рудольштадтський
Діти:
- Марія (1850—1922) — дружина великого герцога Мекленбург-Шверіну Фрідріха Франца II, мала четверо дітей;
- Ґюнтер Віктор (1852—1925) — останній князь Шварцбург-Рудольштадту у 1890—1918 роках та Шварцбург-Зондерсгаузену у 1909—1918 роках, був одруженим з Анною Луїзою Шонбург-Вальденбурзькою, дітей не мав;
- Текла (1859—1939) — одружена не була, дітей не мала;
- Луїза (1862—1867) — прожила 5 років.